# إصلاح الدولة البلجيكية السادس
قالب:2007–2011 Belgian political crisis
إصلاح الدولة السادس في المملكة الفيدرالية البلجيكية هو النتيجة بعد تشكيل الحكومة البلجيكية 2010-2011، التي استمر تشكيلها 541 يوما من المفاوضات الأطول في بلجيكا وربما في العالم. تم الاتفاق بين الأحزاب الستة الأولى، وبالتالي لا تشمل الأحزاب الخضراء. كانت أزمة تشكيل الحكومة قد حدثت بسبب خلاف حول إصلاحات مقترحة بين الشمال الناطق بالفلمنكية والجنوب الفرانكفوني. شكلت حكومة دي روبو الأولى الذي أصبح أول رئيس وزراء من الجنوب البلجيكي منذ عام 1974. لا يعتبر "الحزب الفلمنكي الوطني الجديد"، الذي أصبح الأكبر بعد انتخابات 2010، جزءًا من الاتفاقية ولا الائتلاف الحكومي. شهدت فترة العام ونصف العام التي خضعت فيها البلاد لإدارة حكومة تصريف أعمال، محاولات كثيرة ومفاوضات مثيرة للجدل فشلت في تشكيل الحكومة كادت تقود البلاد إلى الانقسام وبالتالي انفصال الفلمنكيين عن الفرنكفونيين.
وتسمى أيضًا اتفاقية الفراشة (بالهولندية: Vlinderakkoord)‏ . (بالفرنسية: Accord papillon)‏، في إشارة إلى الأربة الفراشية التي يرتديها إليو دي روبو دائمًا تقريبًا.

## محتويات
الإصلاح السياسي
- لن يتم انتخاب مجلس الشيوخ البلجيكي مباشرة، ولكنه سيصبح بدلاً من ذلك جمعية للبرلمانات الإقليمية، مع عدد أقل من الأعضاء.
- يعد فلاندرز ووالونيا مجتمعين ناطقين بالفرنسية والفلمنكية، تتمتع منطقة العاصمة بروكسل والمجموعة الناطقة باللغة الألمانية أيضًا بالحكم الذاتي.

بروكسل وبروكسل-هال-فيلفورد
- سيتم تقسيم الدائرة الانتخابية في بروكسل-هالي-فيلفوردي.
- سيتم إعادة تشكيل المنطقة القضائية في بروكسل.

نقل الكفاءات من المستوى الاتحادي إلى المجتمعات والمناطق (تبلغ الكفاءات في المجموع 17 مليار يورو في السنة)
- ستحصل المناطق على الكفاءات الاقتصادية والعمالة، وستكون المجتمعات مسؤولة عن سياسة الأسرة.

إصلاح قانون التمويل
- سيتم تمويل المجتمعات والمناطق بشكل مختلف وستتمتع بمزيد من الاستقلال المالي.

التغييرات في صلاحيات العائلة المالكة
- لن يحق لأطفال الملك الحصول على مقعد في مجلس الشيوخ.